# Dongódenevér
A dongódenevér (Craseonycteris thonglongyai) az emlősök (Mammalia) osztályának a denevérek (Chiroptera) rendjébe, ezen belül a kis denevérek (Microchiroptera) alrendjébe tartozó dongódenevérek (Craseonycteridae) családjának egyetlen ismert faja. Tudományos nevében a thonglongyai kitétel a fajt 1973-ban elsőként megfigyelő thai Kitti Thonglongjának állít emléket. Valószínűleg a dongódenevér a világ legkisebb emlősállata.

## Előfordulása
Délkelet-Ázsiában, Mianmar Mon államában és Thaiföld Kancsanaburi tartományában él két, nem összefüggő területen; jelenleg vizsgálják, vajon külön szubpopulációkról van-e szó. Élőhelyén vízközeli mészkőkibúvásokhoz kötődik, mivel barlangokban alszik. Legfeljebb 500 méteres tengerszint feletti magasságig fordul elő.

## Megjelenése
A dongódenevér nevét testméretéről kapta: testhossza 29–33 milliméteres, amihez 22–26 milliméteres karok csatlakoznak, testtömege pedig 1,5–3 gramm között mozog. Akkora, mint egy nagyobb poszméh. Az apró állat feltehetően a létező legkisebb emlősfaj.
Külsőre leginkább az egérfarkú denevérekre (Rhinopomatidae) hasonlít, de a simaorrú-szabadfarkúakkal (Emballonuridae) is közelebbi rokonságban lehet. Orra disznóéra emlékeztet, mivel széles, kerek orrlyukait duzzanat választja el és veszi körbe. (Innen a faj nyugati nyelvekben használt neve: disznóorrú denevér.) Fülei meglehetősen hosszúak és a fejtetőn nem nőttek össze a bőrhártyával. A fülnek alig feléig érő fülfedői jellegzetes alakúak: alapjuk és csúcsuk keskeny, középtájon viszont kiszélesednek. A szemei aprók és bundája rendszerint elrejti őket. A dongódenevérnek két színváltozata létezik, egy szürkés és egy vöröses barna. A has rendszerint fakóbb színű a hátnál. A hosszú és széles szárnyvitorla minden esetben sötét színű. A farokvitorla szintén meglehetősen nagy és fejlett, noha a fajnak – két farokcsigolya megléte ellenére – nincs farka, sem sarkantyúja. Lábai hosszúak, karmai erősek.
A hímekre viszonylag nagy nemi szerv jellemző, szájüregükben pedig duzzadt mirigyek vannak.

## Életmódja
Naponta kétszer vadászik: röviddel hajnal előtt, illetve alkonyattájt repül ki, ilyenkor a tíkfák és bambuszok csúcsa közelében vadászik különféle kisebb ízeltlábúakra. Tápláléka mintegy 80%-át kétszárnyúak (legyek és szúnyogok) teszik ki, a maradékot alkalomadtán hártyásszárnyúak és fürgetetvek alkotják. A prédát nem kis szemeire hagyatkozva, hanem ultrahangos ekholokáció segítségével találja meg.
A nappalt a barlangok mélyére húzódva, csapatosan tölti, de a csapatokon belül az állatok igyekeznek elszigetelődni egymástól. A pihenőhelyeken átlagosan száz denevér húzódik meg, de 10-15 és 500 példányból álló csoportokat is megfigyeltek már.

## Szaporodása
Az ellésre április végén, a száraz időszakban kerül sor, ilyenkor egyetlen kölyök jön világra, akit az anyaállat a barlangban hagy, míg vadászik.

## Természetvédelmi helyzete
Elsősorban a barlangok emberek általi használatát szenvedi meg: bizonyos alvóhelyeit vallási, meditációs célokra használják, miközben máshol a guanóját gyűjtik trágyázási célból. Sok helyen turisztikai látványosságként mutogatják a kolóniákat, ami szintén zavarja a denevéreket. Az erdőirtások beszűkítik a faj élőhelyét.
A dongódenevérek összállománya a becslések szerint 10 000 alatti, a Természetvédelmi Világszövetség ezért sebezhetőnek nyilvánította a fajt. Élőhelyén egyelőre nincsenek természetvédelmi területek, és a határokon átívelő együttműködésre is szükség van a faj jövőjének biztosítása érdekében.